# Contubernium
El contubernium fue la unidad mínima del ejército romano durante toda su historia.

## Organización
Estaba formada por ocho soldados de infantería que compartían tienda, impedimenta común y mula para transportarla en los campamentos de marcha y desplazamientos, y que en los campamentos permanentes compartían habitación en los barracones. En cualquier caso, la tienda o la habitación de barracón solamente tenía seis lechos o camas, ya que dos hombres del contubernium siempre estaban de guardia. 

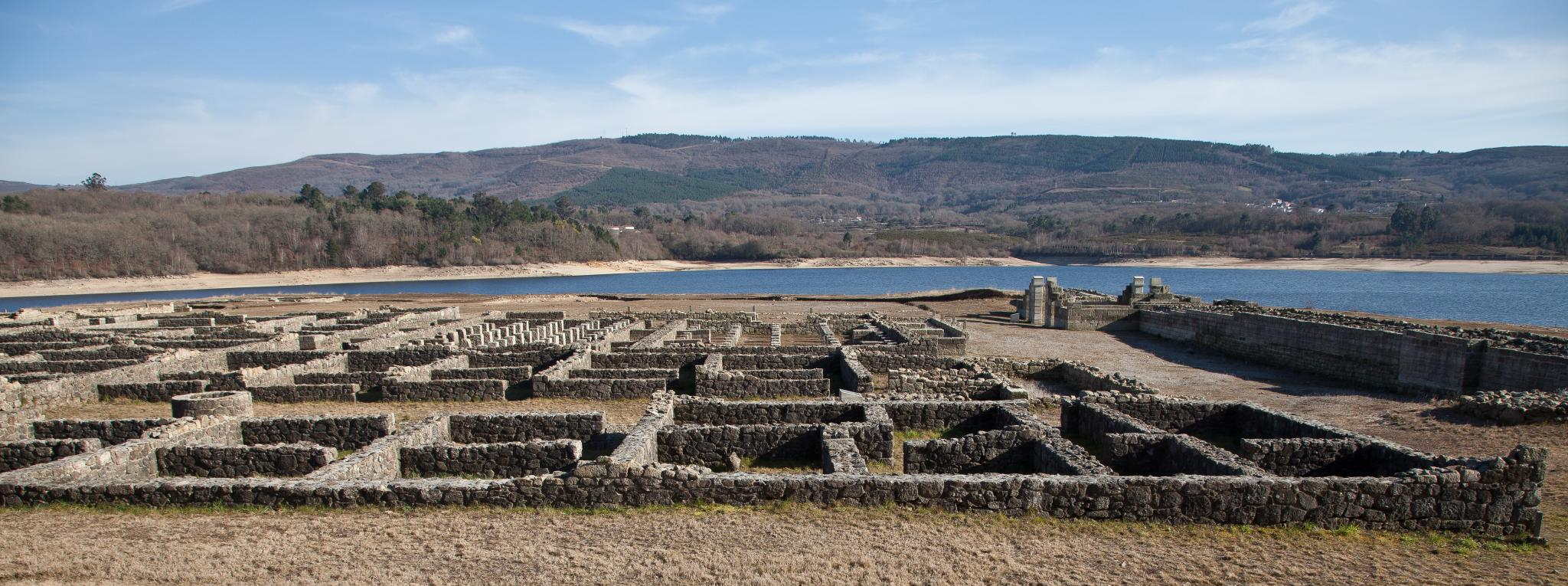
Barracón de una centuria del campamento de Aquis Querquennis (Baños de Bande, Orense, España) en el que se aprecian las 8 habitaciones de cada contubernio y la habitación mayor del centurión.

Se desconoce quién estaba a su frente, pero es posible que los soldados immunes y principales, de entre los que destacan el signifer, el optio y el tesserarius de cada centuria, fueran responsables de un contubernium concreto.
La agrupación de 10 contubernia formaba una centuria al mando de un centurión.
Equivale a un pelotón de infantería actual.